# Under Rug Swept
Under Rug Swept — п'ятий студійний альбом канадської співачки Аланіс Моріссетт. Реліз відбувся 25 лютого 2002 року.

## Список композицій
Автор музики і слів Аланіс Моріссетт. 
| Стандартне видання | Стандартне видання             | Стандартне видання |
| #                  | Назва                          | Тривалість         |
| ------------------ | ------------------------------ | ------------------ |
| 1.                 | «21 Things I Want in a Lover»  | 3:28               |
| 2.                 | «Narcissus»                    | 3:38               |
| 3.                 | «Hands Clean»                  | 4:31               |
| 4.                 | «Flinch»                       | 6:03               |
| 5.                 | «So Unsexy»                    | 5:08               |
| 6.                 | «Precious Illusions»           | 4:11               |
| 7.                 | «That Particular Time»         | 4:21               |
| 8.                 | «A Man»                        | 4:33               |
| 9.                 | «You Owe Me Nothing in Return» | 4:57               |
| 10.                | «Surrendering»                 | 4:35               |
| 11.                | «Utopia»                       | 4:58               |

| Японське видання (бонусні треки) | Японське видання (бонусні треки) | Японське видання (бонусні треки) |
| #                                | Назва                            | Тривалість                       |
| -------------------------------- | -------------------------------- | -------------------------------- |
| 12.                              | «Sister Blister»                 | 4:11                             |
| 13.                              | «Sorry 2 Myself»                 | 5:43                             |

## Чарти
Тижневі чарти
| Чарт (2002)                                | Позиція |
| ------------------------------------------ | ------- |
| Австралія (ARIA)                           | 1       |
| Австрія (Ö3 Austria Top 40)                | 1       |
| Бельгія (Фландрія) (Ultratop)              | 3       |
| Бельгія (Валлонія) (Ultratop)              | 2       |
| Канада (Canadian Albums Chart) (Billboard) | 1       |
| Данія (Hitlisten)                          | 9       |
| Нідерланди (MegaCharts)                    | 2       |
| Фінляндія (Suomen virallinen lista)        | 3       |
| Франція (SNEP)                             | 2       |
| Німеччина (GfK Entertainment Charts)       | 1       |
| Угорщина (Mahasz)                          | 13      |
| Ірландія (IRMA)                            | 1       |
| Італія (FIMI)                              | 1       |
| Японія (Oricon Albums Chart) (Oricon)      | 11      |
| Нова Зеландія (RMNZ)                       | 11      |
| Норвегія (VG-lista)                        | 1       |
| Шотландія (Official Charts Company)        | 2       |
| Швеція (Sverigetopplistan)                 | 3       |
| Швейцарія (Schweizer Hitparade)            | 1       |
| Велика Британія (Official Charts Company)  | 2       |
| США (Billboard 200)                        | 1       |

## Сертифікація та продажі
| Країна                       | Сертифікат (таблиця продажів та сертифікатів) | Продажі    |
| ---------------------------- | --------------------------------------------- | ---------- |
| Австралія (ARIA)             | Платина                                       | +70,000    |
| Австрія (IFPI)               | Золото                                        | +10,000    |
| Бельгія (BEA)                | Золото                                        | +25,000    |
| Бразилія (Pro-Música Brasil) | Платина                                       | +125,000   |
| Канада (Music Canada)        | Платина                                       | +100,000   |
| Франція (SNEP)               | Золото                                        | +100,000   |
| Німеччина (BVMI)             | Золото                                        | +150,000   |
| Японія (RIAJ)                | Платина                                       | +200,000   |
| Швейцарія (IFPI)             | Платина                                       | +40,000    |
| Велика Британія (BPI)        | Золото                                        | +100,000   |
| США (RIAA)                   | Платина                                       | +1,020,000 |